# Новацкая, Барбара
Барбара Новацкая (пол. Barbara Nowacka) — польский политик и государственный деятель.  Лидер партии «Польская инициатива» с 2016 года. Министр образования Республики Польша с 13 декабря 2023 года. Депутат Сейма с 2019 года. С 2015 по 2017 год — сопредседатель партии «Твоё движение».

## Биография

### Ранние годы, семья и образование
Барбара Новацкая родилась 10 мая 1975 года в Варшаве. Отец Барбары – Ежи Новацкий – профессор и бывший ректор Польско-японской академии информационных технологий (PJATK), мать – Изабела Яруга-Новацкая – министр социальной политики в правительстве Марека Бельки, с 2004 по 2005 председатель «Унии труда», погибла в 2010 году при авиакатастрофе Ту-154 в Смоленске. Внучка бывшего председателя Польской академии наук Витольда Новацкого.
В 1994 году окончила IV Общеобразовательный лицей имени Тадеуша Рейтана в Варшаве. В 2006 году она получила профессиональную степень инженера в области компьютерных наук в Польско-японской академии информационных технологий в Варшаве, а в 2013 году — профессиональную степень магистра на факультете менеджмента Варшавского университета. Кроме того, в следующем году получила степень магистра делового администрирования во Французском институте менеджмента. После получения образования получила работу в Польско-Японской академии информационных технологий, где занимала должность канцлера. 

### Политическая деятельность
В 2001 году вступила в «Унию труда».
В 2014 году неудачно баллотировалась в Европарламент, получив 10 290 голосов.
В 2015 году присоединилась к «Движению Паликота» и стала его сопредседателем. В 2013 году партия преобразована в «Твоё движение».
На парламентских выборах 2015 года баллотировалась в Сейм от коалиции «Объединённых левых». Получила 75 813 голосов, но в Сейм не прошла, так как её политическая сила не смогла преодолеть 8%-ный барьер, установленный для избирательных коалиций.
В начале 2016 года стала основателем общественного движения, а затем и политической партии «Польская инициатива». В том же году вместе с  Агнешкой Дземьянович-Бонк попала в Список Топ-100 мировых мыслителей по версии журнала Foreign Policy.
В январе 2017 года стала лауреатом премии Симоны де Бовуар за свободу женщин с формулировкой «за действия в защиту прав женщин и противодействие попыткам введения полного запрета абортов». В июне того де года покинула «Твоё движение».
В начале 2019 года «Польская инициатива» была зарегистрирована как политическая партия. В ноябре 2019 года участвовала в парламентских выборах в составе «Гражданской коалиции». Выиграла выборы с результатом в 88 833 голосов.
13 декабря 2023 года приведена к присяге как министр образования Республики Польша в правительстве под руководством премьер-министра Дональда Туска.

## Взгляды
Барбара Новацкая является борцом за права женщин в Польше и противником запрета абортов. Также она выступает против поддержки и финансирования государством католической церкви. Причиной расизма и ксенофобии в обществе Новацкая считает социальное неравенство.
Является атеистом.